# دهستان جگیران
دهستان جگیران، یکی از دهستان‌های بخش دشت ذهاب شهرستان سرپل ذهاب در استان کرمانشاه ایران است. مرکز این دهستان، روستای گرده‌نو است.

## جمعیت
بر پایه سرشماری عمومی نفوس و مسکن در سال ۱۳۹۵، جمعیت دهستان جگیران برابر با ۲،۰۳۲ نفر بوده‌است.